# ApeCrime
ApeCrime war ein von 2008 bis Dezember 2019 bestehendes deutsches Musik- und Comedy-Trio, das über seine Videos auf der Plattform YouTube bekannt wurde.

## Geschichte

### 2008–2012: Frühe Jahre
Die Mitglieder des Trios, die aus Stadthagen stammen, begannen ab 2008 bis zu der Sperrung ihres damaligen Kanals „ApeCrime“ regelmäßig Videos zu produzieren. Unmittelbar danach erfolgte die Neugründung unter dem Namen „ApeCrimeReloaded“ im Februar 2011. Aufgrund ihres Studiums zogen sie 2011 nach Hamburg. Cengiz Dogrul und Andre Schiebler studierten Schauspielerei, während sich Jan-Christoph Meyer der Regie widmete. Im Sommer 2012 brachen sie ihr Studium ab und zogen nach Köln in die neugegründete Ponk-WG. 

### 2012–2013: Ponk
Gemeinsam mit Julian „Julez“ Weißbach und Lucrezia „Lucy“ Phantazia produzierten Dogrul, Schiebler und Meyer ab 2012 Videos für den Kanal Ponk. Zusätzlich betrieben sie ihren eigenen Kanal weiter. Ende Mai 2013 zogen sie aus der Ponk-WG in eine eigene Wohnung. Die Begründung war, dass sie mehr Zeit in ihren zunehmend erfolgreichen eigenen Kanal investieren wollten.

### 2013–2017: Hochzeit
Mit dem Umzug begann auch die Konzentration des Trios auf Musik. Am 30. August 2013 erschien die erste Single Ich trau mich nicht. Anlässlich des Videodays, am 24. August 2013, in der Kölner Lanxess Arena hatte ApeCrime ihren ersten großen Liveauftritt, bei dem sie ihre erste Single vorstellten, welche am 30. August 2013 in Deutschland erschien und Platz 35 der Single-Charts erreichte. Das offizielle Video dazu wurde bereits über 16,8 Millionen Mal aufgerufen und ist damit das erfolgreichste Video von ApeCrime. Im Jahr 2013 war ApeCrime mit „10 Redewendungen #4“ für die 1LIVE Krone in der Kategorie „bestes Video“ nominiert, belegte darin jedoch den letzten Platz. Am 10. Januar 2014 erschien die zweite Single „Swing dein Ding“ des Trio, welche sich in Deutschland und Österreich unter den Top 20 platzierte.
Im Sommer 2014 erschien nach Ankündigung das Album „Affenbande“. Mit der Veröffentlichung ihres Albums startete die erste Tour von ApeCrime durch Deutschland, Österreich und die Schweiz. Im Voraus zur Veröffentlichung ihres Albums waren bereits am 15. August 2014 die zwei Singles „Affengang“ und „Einer von uns“ sowie am 18. Juli 2014 die Single „Füße hoch“ erschienen.
Am 29. November 2014 nahm Andre beim TV total Turmspringen 2014 teil und kam bis in die zweite Runde, schied jedoch dann mit dem 8. Platz aus.
2014 wurden sie erneut für die 1LIVE Krone nominiert, die sie am 3. Dezember 2014 auch gewannen.
Ende 2014 verlängerte das Comedy-Trio, wie bereits zuvor LeFloid und Simon Unge, ihren Vertrag mit dem YouTube-Netzwerk Mediakraft Networks nicht. Seit 2015 sind sie Partner des TubeOne Networks.

### 2017–2018: „Neuanfang“ mit Schwerpunkt Musik
Am 31. Dezember 2016 wurden die Videos des Trios aus beiden öffentlichen Kanälen entfernt, sodass es aussah, als habe die Gruppe sämtliche ihrer Videos gelöscht. Der Kanalbanner und das Profilbild des Haupt- und Zweitkanals wurden durch schwarze Bilder ersetzt. Zudem entfernten die Drei ihre Beiträge aus sozialen Netzwerken. Nachdem zahlreiche Spekulationen um eine Auflösung bis hin zum Tod von Cengiz über unterschiedliche Plattformen und Foren kursierten, gaben ApeCrime am 8. Januar 2017 auf Facebook ein ausführliches Statement ab. So gaben sie an, dass sie sich mit alten Formaten und Videos in vielerlei Hinsichten nicht mehr identifizieren könnten. Sie hätten sich im Laufe der Jahre weiterentwickelt. Weiterhin wollten sie sich verstärkt auf ihre Arbeit im Bereich der Musik konzentrieren. Sie kritisieren die Vorwürfe, dass sie allein aus Profitgründen Musik produzieren würden und wollten mit dem Studioalbum Exit und der gleichnamigen Tournee diesen entgegenwirken. Parallel erschien mit der Single Zombie ihr erster Upload seit Leerung ihres Kanals. Unter anderem war Nikeata Thompson für die Choreografie zuständig. Am 27. April 2017 sagten ApeCrime in einer Pressemitteilung ihre gesamte Exit-Tour durch Deutschland, Österreich und die Schweiz, zwei Wochen vor deren Beginn, komplett ab.
Nachdem sie in einem Video auf ihrem Zweitkanal ein weiteres Statement zu ihrer Neuausrichtung abgaben, stellten sie ihre Videos auf Wunsch ihrer Community am 14. Januar 2017 wieder online. Am 20. Januar 2017 erschien auf dem Kanal ApeCrime ein Video ihrer Kategorie 10 Redewendungen in Reallife!, welche sie seit 2012 aktiv betrieben. 
Infolge ihrer Affenbandentour 2 erschienen auf ihrem Hauptkanal nur noch sehr unregelmäßig neue Videos.

### 2019: Auflösung
Seit September 2019 werden auf keinem ihrer gemeinsamen YouTube-Kanäle neue Videos veröffentlicht. Alle Mitglieder widmeten sich aktiv ihren eigenen Kanälen (OHMEYGOD, cengo und Anderson).
Am 14. Dezember 2019 veröffentlichte Andre Schiebler auf Instagram ein Video, in dem er offiziell die Auflösung des Trios bekanntgab. Nach einem Statement von Dogrul zu dieser Thematik bezog Meyer am 30. Dezember 2019 als Letzter Stellung zur Auflösung. Er gab bekannt, dass aufgrund der unterschiedlichen Ansichten kein gemeinsames Video zu diesem Thema mehr kommen werde. Grundsätzlich hätten zwischenmenschliche Differenzen zur Auflösung geführt.

## Formate

### ApeCrime

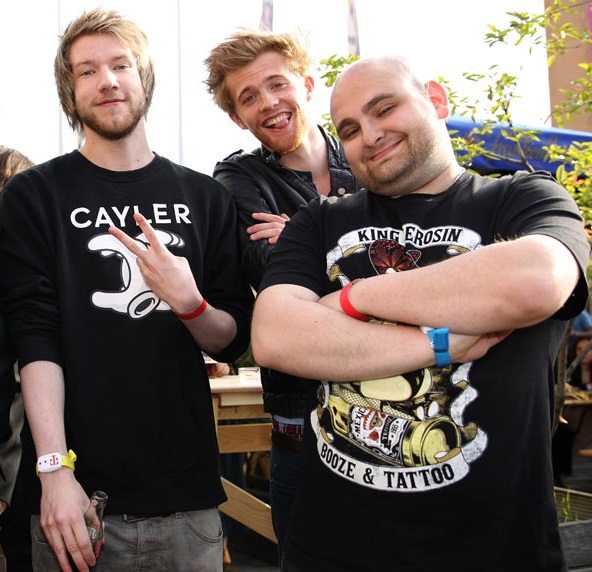
ApeCrime beim Webvideopreis Deutschland (2014)

Auf ihrem Hauptkanal wurde meist zweimal wöchentlich ein neues Video hochgeladen. Bis April 2015 erschienen bis zu vier Videos pro Woche; freitags lief das wöchentliche Hauptvideo, das zu ihrer Serie CrimeTime gehörte. ApeCrime produzierte dabei vor allem Songparodien und Reihen wie Redewendungen in Reallife, Like A Boss oder 10 Fakten. Mit der Begründung, ihren Kanal verbessern zu wollen, wurde die CrimeTime als Hauptformat abgesetzt, und nur zu bestimmten Anlässen werden Videos an einem Freitag hochgeladen.
Jeden Sonntag veröffentlichten sie eine Let’s Draw-Folge. Dies war ein Format, in dem meist Andre und Cengiz gegeneinander antraten und zu bestimmten Themen, die die Zuschauer in den Kommentaren des letzten „Let’s Draw“ vorgeschlagen hatten, etwas zeichneten. Dabei ging es allerdings mehr um das Verhalten der Duellanten als um die Zeichnungen an sich.
Zudem wurde vom 16. Mai 2015 bis Ende 2015 immer samstags ein Teil der Serie 2G1B (Two Guys, One Bet) mit Andre und Cheng Loew ausgestrahlt. Am jeweils nachfolgenden Dienstag erschien dann der 2. Teil von 2G1B. Im Samstagsvideo wurde immer der erste Teil eines von Zuschauern eingesendeten Videos eingeblendet. In diesem Videoausschnitt sagt der Darsteller, was er machen möchte. Andre und Cheng wetten dann, ob er es schafft. Dienstags erschien die Auflösung und der Verlierer der Wette musste sich einer Bestrafung unterziehen. Ende 2015 erklärten Andre und Cheng in einem Video, dass sie aus Qualitätsgründen des Kanals das Format absetzen.

### ApeCrimeTV
Am 19. Februar 2014 verkündeten sie in einem Video auf ihrem Zweitkanal ApeCrimeTV, dass die „GameTime“, deren Sendezeit immer dienstags war, vorerst eingestellt werde. Der Grund dafür waren Stress und Zeitmangel. Ende Sommer 2014, als sich ihre Tour dem Ende zuneigte, begannen sie auf ApeCrimeTV wieder regelmäßig Videos hochzuladen. Über einen Monat kamen täglich zwei Videos, einmal die neue „Gametime“ mit Let’s Plays und ein Vlog-Video, in dem die drei Jungs den Zuschauern von ihrem Leben erzählten und/oder Fragen ihrer Community mit dem #andieapes beantworteten. Mittlerweile ist das Let’s-Play-Projekt vorübergehend eingestellt.
Am 8. Januar 2015 gab das Trio auf seinem Hauptkanal bekannt, dass aufgrund rechtlicher Schwierigkeiten keine neuen Videos auf ApeCrimeTV erscheinen würden.
Vom 2. April 2015 bis zum 31. Dezember 2016 erschienen wieder regelmäßig Videos auf dem Zweitkanal.

### Kooperationen
ApeCrime erstellten häufig Videos zusammen mit anderen YouTube-Kanälen, wie zum Beispiel Dner, Y-Titty, iBlali, Joyce Ilg, Cheng Loew, Taddl oder Simon Unge, die dann entweder auf ihren eigenen Kanälen oder auf denen ihrer Partner hochgeladen wurden. Während der Fußball-Weltmeisterschaft 2014 war ApeCrime zusammen mit Bullshit TV auf dem von Coca-Cola gestarteten Kanal Coke TV zu sehen, in dessen Rahmen auch der Coke TV Community Cup stattfand.

## Maskottchen
Das ApeCrime-Maskottchen war ein grauer Affe mit schwarzer Banditen-Maske. Sein Name „Apic“ wurde von der Community gewählt. Ein Denkmal in Form seines roten Vorgängers wurde beim VideoDay 2013 aufgestellt. Das Maskottchen wurde von Cengiz entworfen.

## Diskografie

### Studioalben
| Jahr | Titel      | Höchstplatzierung, Gesamtwochen, AuszeichnungChartplatzierungen (Jahr, Titel, Platzierungen, Wochen, Auszeichnungen, Anmerkungen) | Höchstplatzierung, Gesamtwochen, AuszeichnungChartplatzierungen (Jahr, Titel, Platzierungen, Wochen, Auszeichnungen, Anmerkungen) | Höchstplatzierung, Gesamtwochen, AuszeichnungChartplatzierungen (Jahr, Titel, Platzierungen, Wochen, Auszeichnungen, Anmerkungen) | Anmerkungen |
| Jahr | Titel      | DE | AT | CH | Anmerkungen |
| ---- | ---------- | --- | --- | --- | ----------- |
| 2014 | Affenbande | DE3 (6 Wo.)DE | AT2 (7 Wo.)AT | CH21 (1 Wo.)CH |             |
| 2017 | Exit       | DE17 (1 Wo.)DE | AT32 (1 Wo.)AT | — |             |

### Singles
| Jahr | Titel Album                    | Höchstplatzierung, Gesamtwochen, AuszeichnungChartplatzierungen (Jahr, Titel, Album, Platzierungen, Wochen, Auszeichnungen, Anmerkungen) | Höchstplatzierung, Gesamtwochen, AuszeichnungChartplatzierungen (Jahr, Titel, Album, Platzierungen, Wochen, Auszeichnungen, Anmerkungen) | Höchstplatzierung, Gesamtwochen, AuszeichnungChartplatzierungen (Jahr, Titel, Album, Platzierungen, Wochen, Auszeichnungen, Anmerkungen) | Anmerkungen |
| Jahr | Titel Album                    | DE | AT | CH | Anmerkungen |
| ---- | ------------------------------ | --- | --- | --- | ----------- |
| 2013 | Ich trau mich nicht Affenbande | DE35 (2 Wo.)DE | AT19 (2 Wo.)AT | CH46 (1 Wo.)CH |             |
| 2014 | Swing dein Ding Affenbande     | DE17 (2 Wo.)DE | AT16 (2 Wo.)AT | CH41 (1 Wo.)CH |             |
| 2014 | Füße hoch Affenbande           | DE68 (1 Wo.)DE | AT49 (1 Wo.)AT | — |             |
| 2015 | Was ich nicht hab –            | DE12 (1 Wo.)DE | AT8 (1 Wo.)AT | CH29 (1 Wo.)CH |             |
| 2016 | Bang! –                        | DE38 (1 Wo.)DE | AT30 (1 Wo.)AT | — |             |

### Musikvideos
| Jahr | Titel                   |
| ---- | ----------------------- |
| 2013 | Ich trau mich nicht     |
| 2013 | Unsere Zeit             |
| 2013 | Wild West               |
| 2013 | Assassin’s Creed 4 Song |
| 2014 | Swing dein Ding         |
| 2014 | Affengang               |
| 2014 | Einer von uns           |
| 2014 | Füße hoch               |
| 2014 | Zum Geburtstag          |
| 2014 | Ich steh’ auf           |
| 2015 | Was ich nicht hab       |
| 2016 | Bang!                   |
| 2016 | Mehr                    |
| 2017 | Zombie                  |
| 2017 | Stolz                   |
| 2017 | Egal                    |

## Auszeichnungen
| Jahr | Auszeichnung       | Nominierung       | Resultat  |
| ---- | ------------------ | ----------------- | --------- |
| 2013 | 1 Live Krone       | Bestes Video      | Nominiert |
| 2014 | 1 Live Krone       | Bestes Video      | Gewonnen  |
| 2015 | Bravo Otto in Gold | Social Media Star | Gewonnen  |